# Nyctemera muelleri
Nyctemera muelleri är en fjärilsart som beskrevs av Kirby 1892. Nyctemera muelleri ingår i släktet Nyctemera och familjen björnspinnare. Inga underarter finns listade i Catalogue of Life.